# Comabbio
Comabbio là một đô thị ở tỉnh Varese trong vùng Lombardia, có cự ly khoảng 50 km về phía tây bắc của Milan và khoảng 13 km southvề phía tây của Varese. Tại thời điểm ngày 31 tháng 12 năm 2004, đô thị này có dân số 1.025 người và diện tích là 4,8 km².
Comabbio giáp các đô thị: Mercallo, Osmate, Sesto Calende, Ternate, Travedona-Monate, Varano Borghi, Vergiate.